# James Newman
James Richard Newman (1985, Settle) és un cantautor que viu a Londres. És el germà del cantant John Newman. Als Brit Awards del 2014 va guanyar el premi per la Cançó Britànic de l'Any com a coautor de Waiting All Night. Hauria representat el Regne Unit amb la cançó My Last Breath al Festival de la Cançó d'Eurovisió 2020, que s'hauria celebrat a la ciutat neerlandesa de Rotterdam en cas de no haver sigut cancel·lat per la pandèmia per coronavirus de 2019-2020. Per això, la televisió pública britànica li va donar l'oportunitat de fer-ho l'any següent, aquesta vegada amb el tema Embers, que va quedar darrera classificada sense aconseguir cap punt.

## Vida personal
James Newman va néixer a Settle, als Yorkshire Dales. Quan Newman tenia onze anys, el seu pare va abandonar la família i va deixar la seva mare Jackie perquè s'ocupés de James i el seu germà petit John sols, treballant com a recepcionista. Més tard, John es va convertir en un cantant, compositor, músic i productor discogràfic molt conegut.